# Trowbridge
För andra betydelser, se Trowbridge (olika betydelser).
Trowbridge är en stad och en civil parish i Wiltshire i Wiltshire i England. Orten har 32 304 invånare (2011). Staden nämndes i Domedagsboken (Domesday Book) år 1086, och kallades då Straburg.